# Клинцовка (Кемеровская область)
Клинцовка — деревня в Яшкинском районе Кемеровской области, входит в Таловское сельское поселение. Расположена в 15 км южнее города Анжеро-Судженск на левом берегу реки Яя. Райцентр Яшкино — около 40 км на юго-запад (по прямой), ближайшие населённые пункты: Таловка в 11 км и Низовка в 8 км — обе на северо-запад и Вотиновка — в 7 км на юг. В деревне одна улица — Центральная.